# مارگارت چانگ
مارگارت جسی چانگ (چینی: 張瑪珠؛ ۲ اکتبر ۱۸۸۹–۵ ژانویه ۱۹۵۹) که در سانتا باربارا، کالیفرنیا به دنیا آمد، نخستین پزشک زن چینی-آمریکایی شناخته شده است. او پس از فارغ‌التحصیلی از دانشکده پزشکی دانشگاه کالیفرنیای جنوبی در سال ۱۹۱۶ و تکمیل دوره انترنی و رزیدنتی در ایلینوی، یکی از اولین کلینیک‌های پزشکی غربی را در اوایل دهه ۱۹۲۰ در محله چینی‌های سانفرانسیسکو تأسیس کرد.

## زندگی اولیه
چانگ در سانتا باربارا به عنوان بزرگ‌ترین فرزند از میان یازده فرزند خانواده متولد شد. در زمان تولد او، قانون منع چینی‌های ۱۸۸۲ در اوج اجرا بود. پدرش، چانگ وونگ، سرکارگر مزرعه رانچو گوادالاسکا در شهرستان ونتورا بود. مادرش، آه یان، نیز در دهه ۱۸۷۰ از چین به کالیفرنیا مهاجرت کرده بود و پس از اقامت در یک مرکز مذهبی، در بخش کشاورزی و گاهی به عنوان مترجم دادگاه کار می‌کرد. والدین او از دریافت تابعیت آمریکا محروم بودند و در یافتن شغل با مشکل مواجه بودند. خانواده تا سال ۱۹۰۲ به لس آنجلس نقل مکان کردند. پدر چانگ در نهایت بر اثر جراحات ناشی از یک تصادف رانندگی درگذشت، پس از آنکه چندین بیمارستان از درمان او خودداری کردند. مارگارت از ده سالگی مسئولیت حمایت از خانواده و بزرگ کردن خواهر و برادرهای کوچک‌ترش را بر عهده گرفت، که این امر موجب وقفه در تحصیل او شد.
در سال ۱۹۰۵، روزنامه لس آنجلس هرالد از چانگ به عنوان دانش‌آموزی مستعد و علاقه‌مند به حرفه روزنامه‌نگاری در آینده یاد کرد. در سال ۱۹۰۶ نیز این روزنامه شعر او با عنوان «بخشش مبلغان مذهبی» را که در هجدهمین سالگرد مأموریت چینی‌های کلیسای کانگریگیشنال لس آنجلس قرائت شده بود، منتشر کرد. چانگ در سال ۱۹۰۷ مقاله‌ای با عنوان «مقایسه پوشش چینی و آمریکایی» در اولین سالگرد مأموریت کانگریگیشنال پاسادنا ارائه داد. در پاییز همان سال و در سن ۱۷ سالگی، او از کلاس هشتم مدرسه خیابان هفتم فارغ‌التحصیل شد و در مدرسه مقدماتی دانشگاه کالیفرنیای جنوبی ثبت‌نام کرد، جایی که به عنوان «ستاره درخشان» کلاس ژیمناستیک زنان شناخته شد. در سال ۱۹۱۰، چانگ مقام دوم یک مسابقه سخنرانی را نیز کسب کرد.

## حرفه پزشکی
چانگ با فروش اشتراک روزنامه برای تأمین هزینه‌های تحصیلی، بورسیه تحصیلی لس آنجلس تایمز را برای تحصیل در دانشگاه کالیفرنیای جنوبی به دست آورد و در طول دوران دانشگاه به عنوان پیشخدمت، فروشنده ابزارهای جراحی و برنده جوایز نقدی در چندین مسابقه سخنرانی، هزینه‌های خود را تأمین می‌کرد. او در سال ۱۹۰۹ از دانشگاه کالیفرنیای جنوبی فارغ‌التحصیل شد و در سال ۱۹۱۱ وارد دانشکده پزشکی شد. در سال ۱۹۱۴ در پروفایلی از او نقل شد که خود را «اولین دختر چینی که وارد دانشکده پزشکی در این ایالت شده است» می‌دانست. چانگ هویتی متفاوت برای خود برگزید و با نام «مایک» و پوشش شامل کت بلند، پیراهن و کراوات ظاهر می‌شد.
پس از اخذ مدرک پزشکی در سال ۱۹۱۶، او سه بار برای مأموریت پزشکی مذهبی درخواست داد، اما به دلیل چینی‌تبار بودنش - علیرغم متولد شدن در خاک آمریکا - نتوانست بودجه لازم برای این کار را دریافت کند. در نهایت به عنوان پرستار جراحی در بیمارستان راه‌آهن سانتا فه در لس آنجلس مشغول به کار شد. پس از چند ماه، او عازم شیکاگو شد و در بیمارستان زنان و کودکان مری تامپسون قبل از گذراندن دوره رزیدنتی خود در بیمارستان دولتی کانکاکی در همان حوالی، کارآموزی کرد.